# Plethodon angusticlavius
Plethodon angusticlavius (tên tiếng Anh: Ozark Zigzag Salamander) là một loài kỳ giông trong họ Plethodontidae.
Nó là loài đặc hữu của Bắc Mỹ.
Các môi trường sống tự nhiên của chúng là các khu rừng ôn hòa, suối nước ngọt, vùng nhiều đá, và hang.
Nó bị đe dọa do mất môi trường sống.

## Hình ảnh

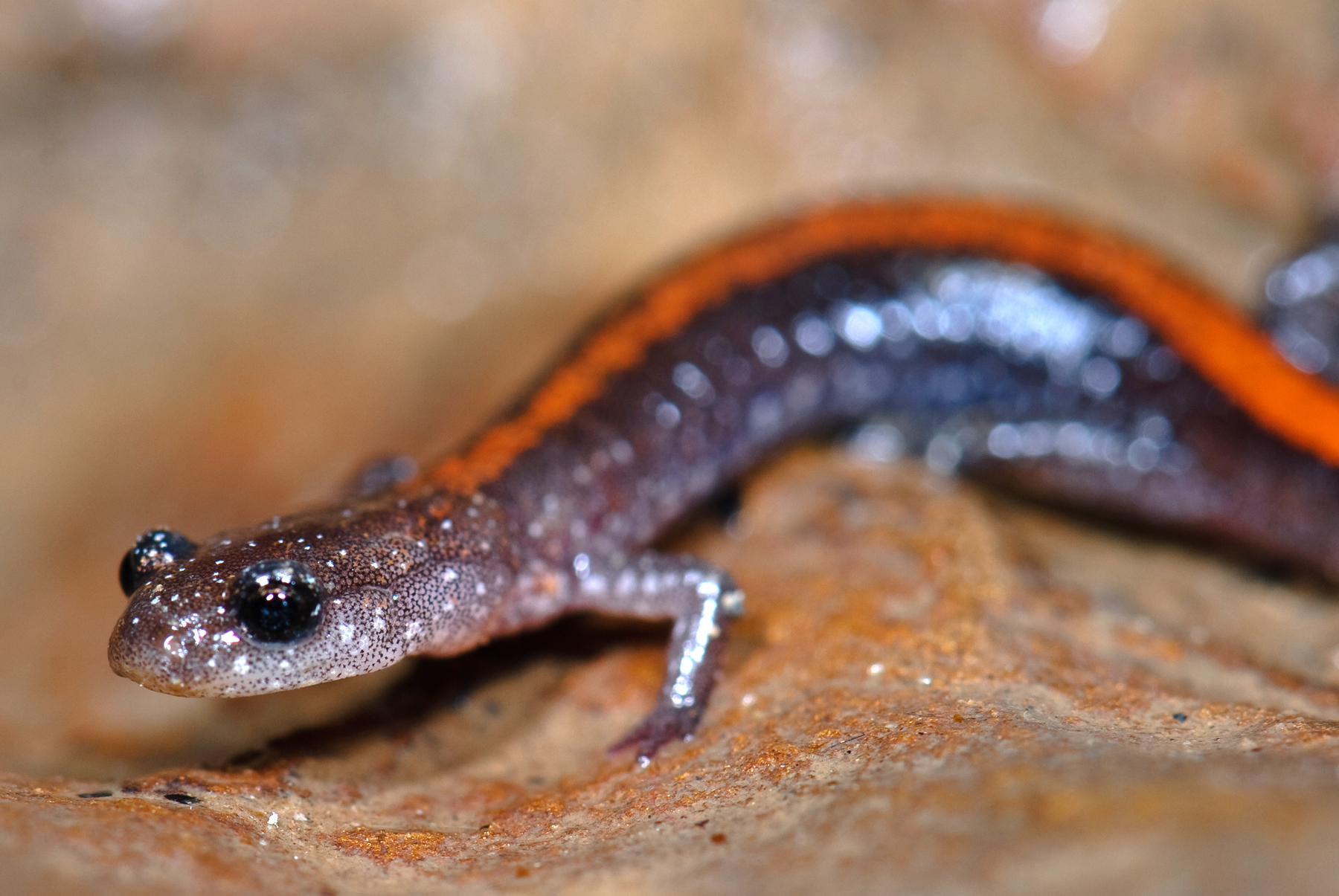